# Mehmet Daimagüler

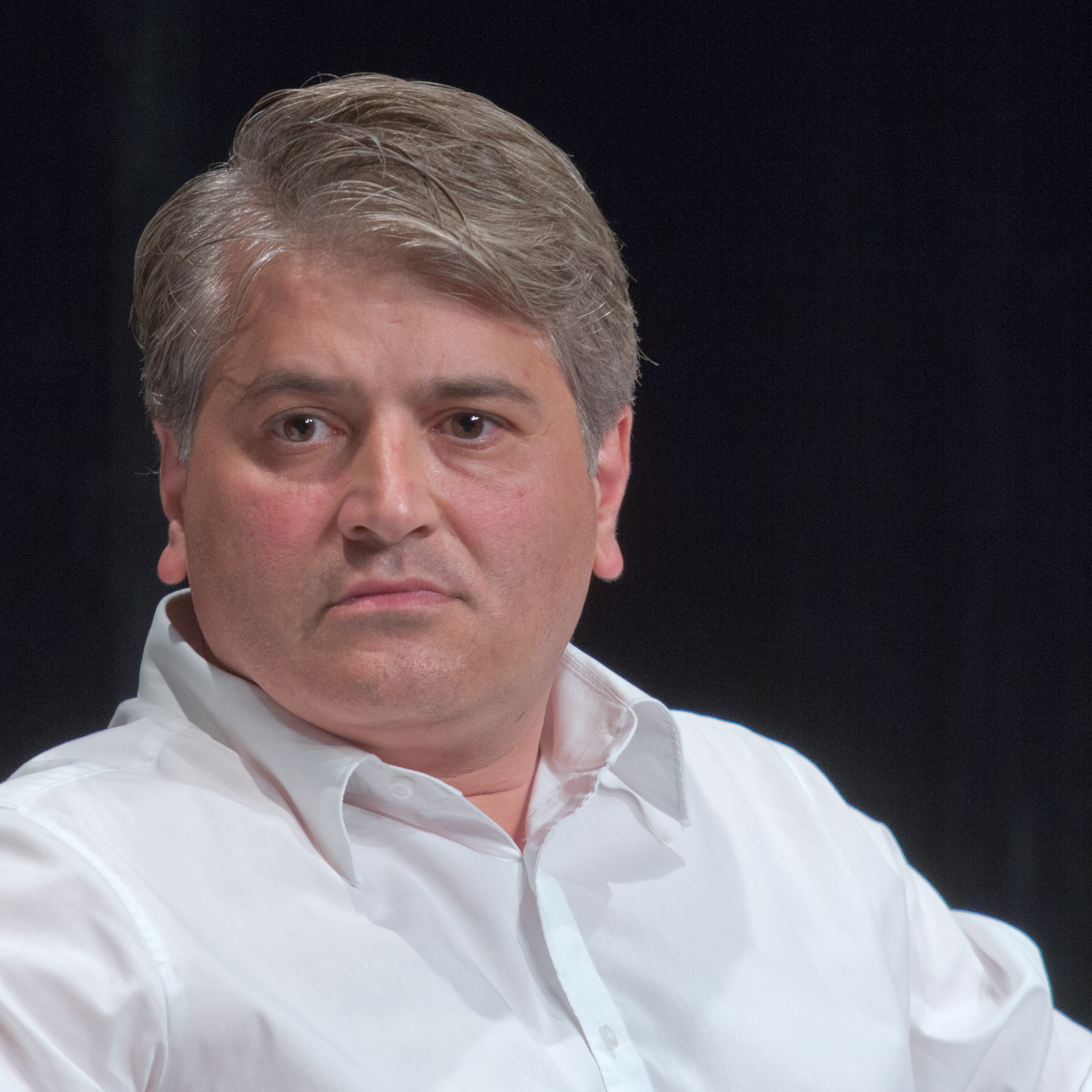
Mehmet Daimagüler, Podiumsdiskussion am 9. Juni 2014 im Rahmen des Kulturfestes „Birlikte – 10 Jahre nach dem Nagelbombenanschlag in der Keupstraße“

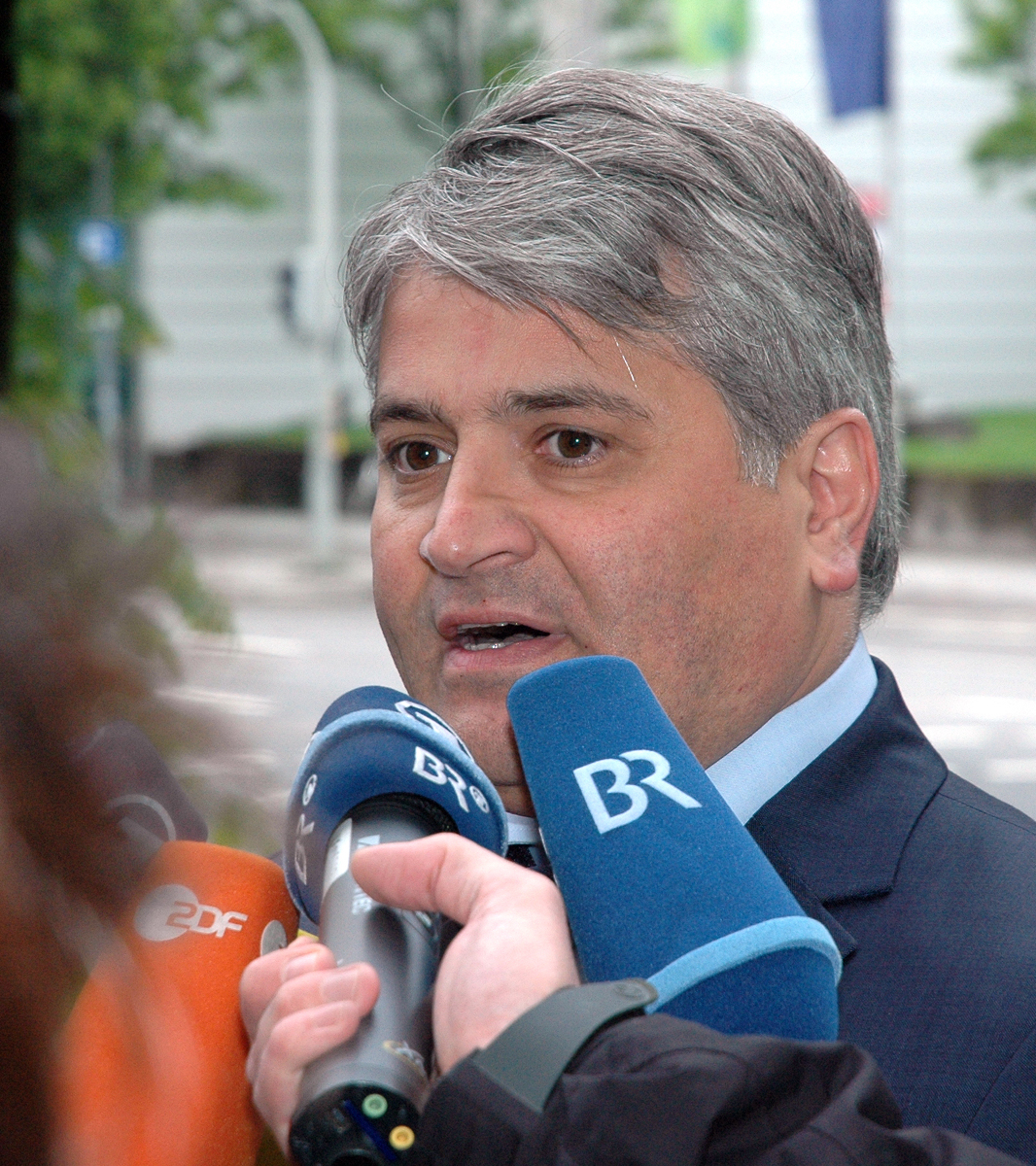
Mehmet Daimagüler, Opferanwalt beim NSU-Prozess 2013

Mehmet Gürcan Daimagüler (* 16. Januar 1968 in Eiserfeld-Niederschelden, heute Siegen) ist ein deutscher Rechtsanwalt, Kolumnist und Buchautor. Der ehemalige Politiker war ab den 1990er Jahren zeitweilig Bundesvorstandsmitglied der FDP und Ehrenvorsitzender der Liberalen Türkisch-Deutschen Vereinigung. Ab 2012 wirkte er als Vertreter der Nebenklage im NSU-Prozess mit. Von 2022 bis 2025 war er Antiziganismus-Beauftragter der deutschen Bundesregierung.

## Leben
Der Sohn türkischer Arbeitsmigranten besuchte die Grund-, Haupt- und Aufbaurealschule in Siegen und legte am damaligen Gymnasium Am Rosterberg das Abitur ab. Danach studierte Daimagüler Volkswirtschaftslehre, Rechtswissenschaften und Philosophie unter anderem an der Universität Bonn. Während seines Studiums war er ab 1990 Mitglied der Corps Guestphalia Bonn und Corps Guestfalia Greifswald. An der Harvard Kennedy School erwarb er einen Master in Public Administration.
Zwischen 1989 und 1996 war er im Deutschen Bundestag Assistent des FDP-Politikers Gerhart Baum, des FDP-Abgeordneten Wolfgang Kubicki und des Bundestagsvizepräsidenten Burkhard Hirsch. 1996 war Daimagüler Unternehmensberater bei der Boston Consulting Group in New York. 1997 wurde er in den Bundesvorstand der FDP gewählt. 2007 trat er aus der Partei aus.
Am 21. Februar 2008 erhielt er durch die Rechtsanwaltskammer Berlin seine Zulassung als Rechtsanwalt.
Als „Regional Head Middle East and Africa“ war Daimagüler für die im Bereich erneuerbarer Energien aktive Conergy aus Hamburg tätig. 
Daimagüler veröffentlichte regelmäßig Kolumnen, unter anderem in den Tageszeitungen Die Welt, taz und Frankfurter Allgemeine Zeitung.
Nachdem er sich anfangs sehr positiv über die Unterstützung durch Lehrer und insbesondere eine Nachbarin der Familie geäußert hatte, erschien 2011 sein Buch Kein schönes Land in dieser Zeit, mit dem er mit dem Märchen von der gescheiterten Integration aufräumen wollte. Frauke Hunfeld vom stern wertete es als „Dankeschön an die Oma Philippines dieses Landes, die vielen Kriegerwitwen in Kreuzberger Hinterhäusern, in Stuttgart, im Siegerland, die die kleinen Mehmets und Leylas betreuten, bekochten, beschützten, weil Kinder eben Kinder sind, egal, woher sie kommen, und weil sie ihre ganz eigenen Lehren aus einem verheerenden Krieg gezogen haben.“ Der Spiegel hingegen fokussierte mehr den kritischen Ansatz, den Daimagüler in seinem Werk verfolgt: Ein erfolgreicher Zuwanderer teile hier „gegen Staat und Gesellschaft aus. Denn eine Erfahrung verbindet den Anwalt mit Millionen Migranten, mit Unternehmern, Regisseuren, den Gemüsehändlern in Neukölln. Er fühlt sich in Deutschland als Außenseiter.“
In den Jahren 2012 und 2013 war Daimagüler in seiner Funktion als Opferanwalt im NSU-Prozess häufiger Gesprächspartner vor allem deutscher und türkischer Medien.
In einem Gastbeitrag auf Zeit online wiederholte er 2015 seine Klage über das Gefühl der Ausgrenzung und forderte von der Bundesanwaltschaft mehr Demut.
2015 war Daimagüler ein Anwalt der Nebenkläger im Lüneburger Auschwitzprozess gegen Oskar Gröning. Daimagüler vertritt auch die Nebenklage im Fall des Brandanschlags von Altena.
Auf Vorschlag der FDP-Landtagsfraktion wurde Daimagüler zum Mitglied der 17. Bundesversammlung für Nordrhein-Westfalen gewählt.
Am 9. März 2022 ernannte die deutsche Bundesregierung Daimagüler zum ersten Beauftragten gegen Antiziganismus und für das Leben der Sinti und Sintize sowie Roma und Romnja in Deutschland. Im Mai 2025 trat er von diesem Amt zurück.

## Mitgliedschaften und Auszeichnungen
Das World Economic Forum in Davos kürte ihn 2005 auf Initiative von Gerhard Schröder zum Young Global Leader.
Daimagüler ist Mitglied der Atlantik-Brücke. Ignatz Bubis hatte ihn dort als „Young Leader“ vorgeschlagen.
Die Harvard Kennedy School zeichnete ihn 2010 mit dem früher als „Rising Star Award“ bekannten „Emerging Global Leader Award“ aus.
Das Deutsch-Türkische Forum Stuttgart hat Daimagüler für sein Engagement für Chancengleichheit und gegen strukturellen Rassismus im November 2017 mit dem Manfred-Rommel-Preis ausgezeichnet.

## Schriften
- Kein schönes Land in dieser Zeit. Das Märchen von der gescheiterten Integration. Gütersloher Verlagshaus, Gütersloh 2011, ISBN 978-3-579-06694-3.
- Der Verletzte im Strafverfahren. Beck, München 2016, ISBN 978-3-406-70220-4.
- Empörung reicht nicht! Unser Staat hat versagt. Jetzt sind wir dran. Mein Plädoyer im NSU-Prozess. Bastei Lübbe, Köln 2017, ISBN 978-3-7857-2610-5.
- Mitautor: Münchener Kommentar zur Strafprozessordnung. Band 3/1: §§ 333–499 StPO. Beck, München 2018, ISBN 978-3-406-71704-8.
- mit Ernst von Münchhausen: Mangelhaft. Hinter den Mauern deutscher Gefängnisse. Blessing, München 2019, ISBN 978-3-89667-608-5.
- mit Ernst von Münchhausen: Das rechte Recht. Die deutsche Justiz und ihre Auseinandersetzung mit alten und neuen Nazis. Blessing, München 2021, ISBN 978-3-89667-660-3.